# Ізотахи

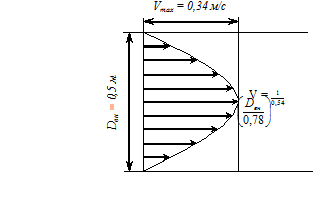
Епюра швидкостей гідросуміші у вуглепроводі.

Ізотахи (рос. изотахи, англ. enisotaches, isovels, пол. Isanemonen f pl, Isotachen f pl, Geschwindigkeitskennlinien f pl) — ізолінії швидкостей вітру, водної течії тощо — геометричне місце точок даного плоского живого перерізу, в яких швидкості рівномірного й плавнозмінного руху мають однакове значення. При турбулентному русі оперують поздовжніми усередненими швидкостями.